# Русская (гора, остров Русский)
Ру́сская — гора (сопка), самая высокая точка острова Русский и одна из крупнейших вершин Владивостока.
Находится в северной части острова, у юго-западного берега бухты Новик. Название горе, как и всему острову, в 1859 году дал Николай Николаевич Муравьёв-Амурский, в честь России и её народа, представители которого занимались исследованием Дальнего Востока.
По другой версии своё название гора получила по фамилии одного из исследователей-топографов, изучавших остров. Первоначально называлась гора Рузских, позже название трансформировалось в гору Русских.
Высота горы — 291,2 м над уровнем моря.
На горе Русской, как и на других ключевых вершинах, окружающих Владивосток, находятся оборонительные укрепления Владивостокской крепости — форт Русских (он же «Форт Царя Иоанна Грозного»), являвшийся ключевой позицией острова. Форт проекта 1899 года, строился в 1898—1903 годы. По форме представляет неправильную трапецию. Для большей мощности был усилен двумя батареями, одна из которых — земляная, другая — бетонная, способная обстреливать почти все бухты острова Русского.
На южном склоне горы берёт начало река Русская.